# EHF-Pokal 2003/04
Am EHF-Pokal 2003/04 nahmen 51 Handball-Vereinsmannschaften teil, die sich in der vorangegangenen Saison in ihren Heimatligen für den Wettbewerb qualifiziert hatten. Es war die 23. Austragung des EHF-Pokals bzw. des IHF-Pokals. Titelverteidiger war FC Barcelona. Die Pokalspiele begannen am 10. Oktober 2003, das zweite Finalspiel fand am 24. April 2004 statt. Im Finale konnte sich THW Kiel gegen BM Altea durchsetzen.

## Modus
Der Wettbewerb startete mit 19 Spielen in Runde 2. Zu den 33 Vereinen, die sich in der vorangegangenen Saison in ihren Heimatligen qualifiziert hatten, kamen die 5 Verlierer der Qualifikationsrunde 1 aus der EHF Champions League 2003/04. In Runde 3, die einen Sechzehntelfinale entsprach, stiegen weitere 13 höher eingestufte Mannschaften ein. Alle Runden inklusive des Finales wurden im K.-o.-System mit Hin- und Rückspiel durchgeführt. 

## Runde 2
Die Hin- und Rückspiele fanden zwischen dem 10. Oktober 2003 und 19. Oktober 2003 statt.
|                         | Gesamt  |                       | Hinspiel | Rückspiel |
| ----------------------- | ------- | --------------------- | -------- | --------- |
| Lusis Akademikas Kaunas | 41:54   | Győri ETO KC          | 18:25    | 23:29     |
| CB Valencia             | 67:34   | Viljandi HC           | 38:18    | 29:16     |
| HV KRAS/Volendam        | 54:58   | Cyprus College        | 30:26    | 24:32     |
| HC Kehra Tallinn        | 51:70   | Aarhus GF             | 27:38    | 24:32     |
| Beşiktaş Istanbul       | 53:69   | BK-46 Karis Handboll  | 27:36    | 26:33     |
| SK Riga                 | 64:36   | HK Lokomotiv Warna    | 30:13    | 34:23     |
| HC Tongeren             | 46:47   | RK Bjelovar           | 26:20    | 20:27     |
| CD São Bernardo         | 49:52   | Panellinios AC Athen  | 27:25    | 22:27     |
| Meran Handball          | 78:43   | HC Spartak Warna      | 41:24    | 37:19     |
| GTU Shevardeni Tbilisi  | 31:61   | Brest GK Meschkow     | 14:32    | 17:29     |
| RK Metalurg Skopje      | 76:63   | HC Bascharage         | 45:24    | 31:39     |
| HC Linz AG              | 54:40   | SPE Strovolou Nicosia | 30:18    | 24:22     |
| RK Rudar Trbovlje       | 60:54   | Arkatron Minsk        | 29:24    | 31:30     |
| Dinamo Baku             | 44:54   | Wacker Thun           | 22:51    | 22:50     |
| HRK Izviđač Ljubuški    | 48:66   | THW Kiel              | 25:28    | 23:38     |
| HC Eynatten             | 41:41 * | HV Aalsmeer           | 23:21    | 18:20     |
| HC Granitas Kaunas      | 51:52   | Paris Handball        | 25:26    | 26:26     |
| IK Sävehof              | 59:46   | Handball Esch         | 34:21    | 25:25     |
| Olimpus-85 Chișinău     | 51:76   | Dinamo Bukarest       | 25:35    | 26:41     |

## Runde 3
Die Hin- und Rückspiele fanden zwischen dem 7. November 2003 und 21. November 2003 statt.
|                      | Gesamt  |                            | Hinspiel | Rückspiel |
| -------------------- | ------- | -------------------------- | -------- | --------- |
| RK Slovenj Gradec    | 59:44   | RK Rudar Trbovlje          | 33:17    | 26:27     |
| Dinamo Bukarest      | 65:62   | Schachtar Akademiya Donezk | 31:32    | 34:30     |
| BK-46 Karis Handboll | 66:57   | Stord IL                   | 32:25    | 34:32     |
| CB Valencia          | 56:43   | HV Aalsmeer                | 30:23    | 26:20     |
| RK Bjelovar          | 49:49 * | KS Warszawianka            | 26:26    | 23:23     |
| Medveščak Zagreb     | 48:54   | Paris Handball             | 21:23    | 27:31     |
| Dinamo Astrachan     | 61:45   | RK Metalurg Skopje         | 31:21    | 30:24     |
| BM Altea             | 44:40   | Panellinios AC Athen       | 23:17    | 21:23     |
| Dunaferr SE          | 82:38   | Cyprus College             | 42:21    | 40:17     |
| SK Riga              | 62:64   | RK Zeleznicar 1949 Nis     | 33:31    | 29:33     |
| HSG Nordhorn         | 55:51   | IK Sävehof                 | 28:27    | 27:24     |
| Meran Handball       | 47:77   | THW Kiel                   | 25:36    | 22:41     |
| Győri ETO KC         | 53:54   | Brest GK Meschkow          | 27:22    | 26:32     |
| Aalborg Håndbold     | 57:48   | Wacker Thun                | 32:18    | 25:30     |
| HC Linz AG           | 40:56   | CB Cantabria Santander     | 18:29    | 22:27     |
| Boavista Porto       | 49:75   | Aarhus GF                  | 24:39    | 25:36     |

## Achtelfinals
Die Hin- und Rückspiele fanden zwischen dem 14. Dezember 2003 und 21. Dezember 2003 statt.
|                        | Gesamt |                        | Hinspiel | Rückspiel |
| ---------------------- | ------ | ---------------------- | -------- | --------- |
| RK Slovenj Gradec      | 55:56  | BM Altea               | 28:23    | 27:33     |
| KS Warszawianka        | 48:63  | CB Cantabria Santander | 16:31    | 32:32     |
| THW Kiel               | 66:57  | Paris Handball         | 34:27    | 32:30     |
| Brest GK Meschkow      | 57:61  | Aalborg Håndbold       | 30:30    | 27:31     |
| CB Valencia            | 47:61  | Dunaferr SE            | 22:32    | 25:29     |
| Aarhus GF              | 55:70  | Dinamo Astrachan       | 30:31    | 25:39     |
| BK-46 Karis Handboll   | 54:76  | Dinamo Bukarest        | 28:35    | 26:41     |
| RK Zeleznicar 1949 Nis | 57:63  | HSG Nordhorn           | 27:32    | 30:31     |

## Viertelfinals
Die Hinspiele fanden am 14./15. Februar 2004 statt und die Rückspiele am 21./22. Februar 2004.
|                        | Gesamt |                  | Hinspiel | Rückspiel |
| ---------------------- | ------ | ---------------- | -------- | --------- |
| CB Cantabria Santander | 44:45  | BM Altea         | 23:20    | 21:25     |
| HSG Nordhorn           | 62:63  | Dinamo Bukarest  | 34:33    | 28:30     |
| THW Kiel               | 62:55  | Aalborg Håndbold | 30:23    | 32:32     |
| Dunaferr SE            | 57:68  | Dinamo Astrachan | 30:32    | 27:36     |

## Halbfinals
Die Hinspiele fanden am 14. März 2004 statt und die Rückspiele am 20./21. März 2004.
|                  | Gesamt |          | Hinspiel | Rückspiel |
| ---------------- | ------ | -------- | -------- | --------- |
| Dinamo Bukarest  | 55:61  | BM Altea | 30:30    | 25:31     |
| Dinamo Astrachan | 56:60  | THW Kiel | 28:25    | 28:35     |

## Finale
Das Hinspiel fand am 17. April 2004 in Altea statt, das Rückspiel am 24. April 2004 in Kiel.
|          | Gesamt |          | Hinspiel | Rückspiel |
| -------- | ------ | -------- | -------- | --------- |
| BM Altea | 47:59  | THW Kiel | 28:32    | 19:27     |